# Jerzy Janoszka
Jerzy Janoszka (ur. 10 sierpnia 1952 w Żarach) – polski działacz społeczny i humanitarny, założyciel i prezes stowarzyszenia "Klub Ludzi Życzliwych", współzałożyciel Polskiego Komitetu Konwencji Praw Dziecka. Pracował jako sanitariusz w izbie chorych w Schronisku im. Brata Alberta we Wrocławiu.  
Jest inicjatorem wielu akcji dobroczynnych na rzecz ubogich, chorych i osieroconych dzieci, za które został uhonorowany m.in. przez UNICEF. Autor programów "Klub Ludzi Życzliwych" emitowanych na antenie Telewizji Polskiej S.A. Inicjator wielu akcji pomocowych na rzecz ubogich i bezdomnych. Wspólnie z polską Policją organizował „Wielkie Konwoje Radości” – transporty darów dla dzieci z domów dziecka i potrzebujących.  
Odznaczony Krzyżem Zasługi, przyznanym przez prezydenta kraju za 20-letnią działalność charytatywną.
W 1998 roku odebrał statuetkę programu TVP „Zwyczajni Niezwyczajni”.

## Odznaczenia i wyróżnienia
- Brązowy Krzyż Zasługi
- Honorowy tytuł "Dziennikarza – Rzecznika Praw Dzieci" przyznany przez UNICEF (1995)
- Nagroda Wielka Wrocławska (1996)
- Statuetka programu TVP "Zwyczajni - Niezwyczajni" (1998)
- Nagroda Robotniczego Stowarzyszenia Twórców